# Marta Silva
Marta Silva de Lapuerta (Madrid, 15 de febrero de 1969) es una abogada del Estado española, primera mujer abogada general del Estado y directora del Servicio Jurídico del Estado de España.

## Biografía
Es hija del exministro franquista de Obras Públicas Federico Silva Muñoz y Rosario de Lapuerta Quintero (26 de diciembre de 1930 - 9 de junio de 2012), hermana de Luisa Isabel Silva de Lapuerta y de Rosario Silva de Lapuerta y sobrina de  Álvaro Lapuerta, extesorero del Partido Popular. Formada en la Universidad CEU San Pablo adscrita a la Universidad Complutense, se incorporó al cuerpo de Abogados del Estado en la promoción de 1996, conocida como La Gloriosa.
Ha ejercido como abogada del Estado ante el Tribunal Superior de Justicia de Cataluña, Ministerio de Hacienda, Ministerio de Economía y ante la Audiencia Nacional. Fue directora de la Asesoría Jurídica de la Presidencia del  Tribunal de Cuentas. Ha sido miembro de la Comisión de Expertos en materia de Gobierno corporativo, creada por acuerdo del Consejo de Ministros de 10 de mayo de 2013 en el marco del Plan Nacional de Reformas, para asesorar al Gobierno Español en la ampliación del actual marco del buen Gobierno corporativo en España. Fue Consejera Nata del Consejo de Estado desde enero de 2012 hasta noviembre de 2016.
Como abogada general del Estado presentó el 29 de septiembre de 2014 los recursos de inconstitucionalidad del Gobierno contra la consulta soberanista catalana del 9 de noviembre de 2014. Asimismo redactó también el recurso de inconstitucionalidad en representación del Gobierno contra la resolución independentista del Parlamento de Cataluña el 11 de noviembre de 2015
Durante su etapa, la Casa de Su Majestad el Rey firma por primera vez con la Abogacía General del Estado un convenio de asistencia jurídica.
La Abogacía del Estado informó en la salida a Bolsa de AENA.
Ocupó el puesto de secretaria de la junta directiva en el Real Madrid Club de Fútbol durante toda la primera etapa de Florentino Pérez de 2000 a 2006 y a partir de 2003 de secretaria general en Sacyr Vallehermoso. Desde enero de 2018 ocupa el cargo de secretaria general de CESCE.
Gran Cruz de San Raimundo de Peñafort, máxima distinción del Ministerio de Justicia. RD 498/2013, de 21 de junio por el que se concede dicha Gran Cruz a los miembros de la Comisión Institucional para la elaboración de una propuesta de texto de LOPJ.
Elegida como la única mujer entre los trece abogados más influyentes de España en el ranking elaborado por la revista Forbes, en su número 134 (mayo de 2014). En el año 2016 fue elegida entre las 500 mujeres más poderosas de España por la revista Yo Dona.

## Polémicas

### Caja B del Partido Popular
Dos acusaciones populares del caso por el que se investiga la supuesta Caja B del Partido Popular, criticaron que el letrado responsable de decidir si el Estado se persona en este caso sea un funcionario “nombrado a dedo” por Marta Silva Lapuerta, sobrina del extesorero imputado. La acusación del Observatorio DESC sostiene que está "cuestionada su independencia" y las "razones por las que todavía no está personada" en la causa, a pesar del "indudable interés" del Estado en el proceso.

### Caso Neymar
El 3 de febrero de 2015 el juez Pablo Ruz imputó al presidente del FC Barcelona Josep Maria Bartomeu, en una nueva causa del 'Caso Neymar', por un presunto delito contra la Hacienda Pública, que el fiscal atribuye al Barcelona por no haber hecho las retenciones de impuestos del contrato de Neymar correspondientes a 2014.
A pesar de no ser directamente la abogada del Estado en defensa de los intereses de la Agencia Tributaria en este caso –fue designado Edmundo Bal–, el hecho de ser la máxima responsable de la Abogacía del Estado y su estrecha relación con el Real Madrid, y con Florentino Pérez, despertaron suspicacias en el entorno del FC Barcelona. Así mismo, diferentes juristas, como Elpidio Silva o el catedrático Joan Josep Queralt, han cuestionado las formas y la inhabitual celeridad con la que se ha llevado el proceso.